# Zoo Safari Park di San Diego
Il San Diego Zoo Safari Park, originariamente chiamato San Diego Wild Animal Park fino al 2010, è uno zoo di 730 ettari nella zona della San Pasqual Valley di San Diego, California, vicino a Escondido. È una delle più grandi attrazioni turistiche della contea di San Diego. Il parco ospita una vasta gamma di animali selvatici e in via di estinzione, comprese specie provenienti dai continenti di Africa, Asia, Europa, Nord e Sud America e Australia. Il parco è in un ambiente semi-arido, e una delle sue caratteristiche più notevoli è l'Africa Tram, che esplora le vaste mostre africane. Questi recinti ruspanti ospitano animali come antilopi, giraffe, bufali, gru e rinoceronti. Il parco è anche noto per il suo programma di allevamento di condor della California, il programma di maggior successo negli Stati Uniti.
Il parco, visitato da 2 milioni di persone ogni anno, ospita oltre 2.600 animali che rappresentano più di 300 specie e 3.500 specie di piante.
A seconda della stagione, il parco conta dai 400 ai 600 dipendenti. Il parco è anche il centro di quarantena della California meridionale per gli animali dello zoo importati negli Stati Uniti attraverso San Diego.
Il parco ospita il più grande ospedale veterinario del mondo. Accanto all'ospedale c'è l'Institute for Conservation Research, che ospita lo zoo congelato del parco.
Questo parco zoologico e lo zoo di San Diego sono entrambi gestiti dalla Zoological Society of San Diego. Il parco si trova a 51 km dallo zoo, in 15500 San Pasqual Valley Road, a est di Escondido, in California, lungo la Route 78. Sebbene il parco si trovi principalmente entro i limiti della città di San Diego, ha un indirizzo Escondido. Gli ultimi 22 condor sono stati presi in cattività nel 1987.